# Mery Janneth Gutiérrez
Mery Janneth Gutiérrez (Colombia, 1 de enero de 1971) es una abogada especialista en derecho contractual, especialista en gerencia y Tics, así como en régimen de insolvencia, fue inicialmente designada como Ministra de las TIC de Colombia el 7 de agosto de 2022 por el presidente Gustavo Petro sin que este se materializara. Gutiérrez ejerce como Gerente de Programar Televisión.

## Trayectoria

### Alegatos de censura a Programar Televisión
Mery Gutiérrez como representante legal de la empresa Programar Televisión, una de las programadoras de TV concesionarias del Canal Uno, de la cual Gutiérrez también ha sido accionista, presentó en el año 2012 una denuncia ante la Superintendencia alegando que la programadora fue censurada y sacada del aire usando como mecanismo, según la denunciante, negarle la prórroga del contrato de concesión que venía ejecutando desde el año 2003.

### Demanda de constitucionalidad a licitación del Canal Uno
Como representante legal de Programar Televisión, Gutiérrez demandó la licitación durante el gobierno de Juan Manuel Santos, en la cual se cambió la norma para que las licitaciones que antes exigían un mínimo de cuatro proponentes, pudieran ser de uno solo, lo que según la alta Corte resultó inconstitucional al vulnerar la pluralidad. Esta licitación tuvo la oposición de Jorge Barón, de Gutiérrez, entre otros, y fue revisada por la Corte Constitucional que se pronunció en cuanto al concepto de pluralidad señalando que una licitación, aunque inicialmente debía desarrollarse con un número no inferior a 4 según la norma y lo alegado por Gutiérrez. La licitación fue finalmente adjudicada al medio Plural Comunicaciones.

### Designación en el ministerio de las TIC
En agosto de 2022 fue designada como Ministra de la Información y las Telecomunicaciones de Colombia (TIC) por el presidente Gustavo Petro con la expectativa de recuperar los $70.000 millones entregados como anticipo a la Unión Temporal Centros Poblados mientras Karen Abudinen era Ministra, entre otras funciones.
Sin embargo aunque se desconoce a ciencia cierta el motivo de la suspensión del nombramiento, se sabe que podría tener relación con la denuncia por presunto conflicto de interés esgrimida por Daniel Coronell, anteriormente beneficiario de una licitación demandada por ella. Al parecer, a razón de ser la accionista mayoritaria de la empresa Programar Televisión y por tanto haber contratado con el Estado. Al respecto, en W Radio, Gutiérrez mostró que su demanda fue contra la  ANTV y no contra el Ministerio de Tecnología y Telecomunicaciones, es decir, no contra la entidad que presidiría. De hecho, el presidente señaló que de existir conflicto de intereses en temas puntuales, Gutiérrez se declararía impedida.
Dicha posición lo emitió el periodista Daniel Coronell con quien Gutiérrez había tenido controversias en el pasado debido a la licitación adjudicada a la empresa de la cual Coronell es accionista Plural Comunicaciones, durante el gobierno de Juan Manuel Santos siendo el ministro de las TIC, David Luna. Gutiérrez consideró que Coronell intentaba una retaliación debido a una demanda que ella presentó para detener una polémica a pesar de las denuncias de inconstitucionalidad y el conflicto de intereses denunciado por Gutiérrez. El diario El Tiempo y El Espectador replicaron la denuncia que emitió Coronell.
El diario El Tiempo reveló que Mery Janneth Gutiérrez tuvo como socia a Ruth Dary Forero, una funcionaria de Coldeportes la entidad pública que le entregó numerosos contratos a Programar Televisión. Las contrataciones tuvieron lugar en el gobierno de Álvaro Uribe cuando el director de Coldeportes era Everth Bustamante, antiguo jefe de Mery Janneth Gutiérrez. 
El portal de investigación periodística Cuestión Pública ha revelado que durante el gobierno de Gustavo Petro, Mery Janneth Gutiérrez ha recibido contratos del Consejo Nacional Electoral, cuando su presidenta era Fabiola Márquez, de Fiduprevisora y mantiene una fuerte influencia en la Superintendencia de Industria y Comercio, dirigida por la abogada Cielo Rusinque.